# 7つのヴェールの踊り

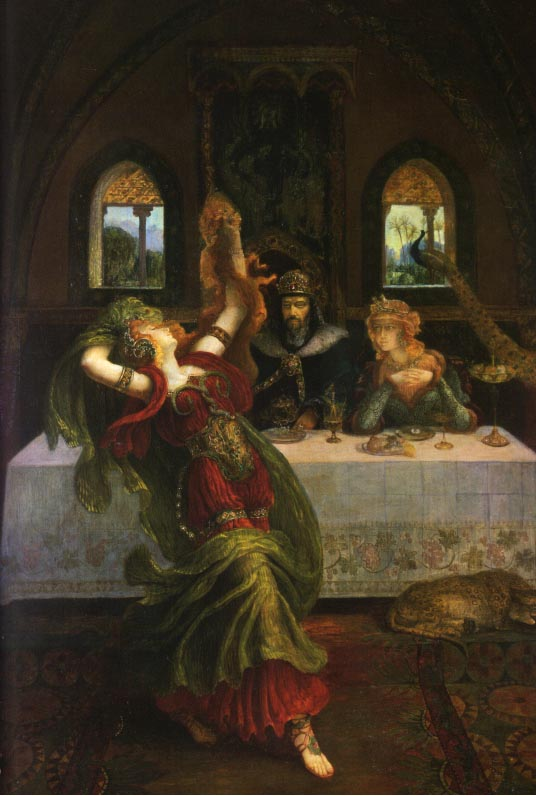
アルマン・ポワンの「サロメの踊り」(1898)

7つのヴェールの踊り（ななつのヴェールのおどり、ドイツ語：Tanz der sieben Schleier (Salome Tanze)、英語: Dance of the Seven Veils）は、サロメがヘロデ・アンティパスの前で踊ったという踊りのことである。
洗礼者ヨハネの処刑をめぐる福音書の記述では、王の前で踊る「ヘロデヤの娘」についての言及があるが、娘は名前では呼ばれておらず、踊りにもとくに名前はついていない。
「7つのヴェールの踊り」という名前は1891年にオスカー・ワイルドがフランス語で書き、1893年に英訳して翌年に英語版が発行された戯曲『サロメ』のト書き「サロメは7つのヴェールの踊りを踊る」("[Salome dances the dance of the seven veils.]")によるものである。
この踊りはリヒャルト・シュトラウスのオペラ『サロメ』 にも組み込まれている。
古代ローマのユダヤ人歴史家フラウィウス・ヨセフスがヘロデ・アンティパスの義理の娘の名前をサロメと記載しているが、踊りやサロメとヨハネの関連については何も述べていない。

## 聖書の記述
もとになった箇所は、新約聖書『マタイによる福音書』14章1〜12節、同『マルコによる福音書』6章14節〜29節である。
バプテスマのヨハネはヘロデ(・アンティパス)が自分の兄弟ピリポ(異母兄ヘロデ2世)の妻ヘロデヤと結婚したことを批判したため収監されていた。
ヘロデヤの娘は、ヘロデの誕生日の祝いの席で踊り、何でも褒美をもらえることになった。
ヘロデヤは、ヨハネの首をもらうよう娘に言った。
ヘロデみずからはこれに反対するだけの判断力を持っていたが、いやいやながらこの要求をのむことになった。

## オスカー・ワイルド

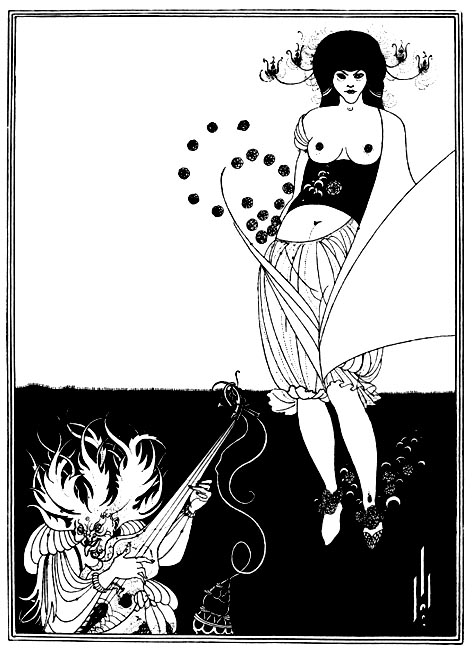
オーブリー・ビアズリーによる「腹踊り」("The Stomach Dance")は7つのヴェールの踊りの解釈のひとつである。

サロメのダンスが「7つのヴェール」にまつわるものだというアイディアは1891年のオスカー・ワイルドの芝居『サロメ』に端を発する。ワイルドはサロメのイメージを女性の欲望の権化に変容させたフランスの先行する作家たちから影響をうけていた。ストリップティーズの歴史に関する著書を著している研究者レイチェル・シュタイアはこの点についてステファヌ・マラルメやジョリス＝カルル・ユイスマンスの影響を指摘している。ワイルドはとくにギュスターヴ・フローベールの作品「へロディア」("Herodias")からとくに影響を受けており、この物語ではサロメがヘロデ・アンティパスを喜ばせようと両手をついて踊る。この種のダンスは19世紀に「ジプシー」風のアクロバットのひとつとしてよく知られていた。ワイルドは最初はフローベールの物語に沿うつもりであったが、気が変わった。シリーン・マリクによると、ワイルドはアーサー・オショーネシーの1870年の詩「ヘロディアの娘」("The Daughter of Herodias")に影響を受けていたかもしれない。この詩にはヴェールをつけたサロメの踊りの描写がある。詩はさらにヴェールが渦を巻いて揺れ、分かれる際の「宝石に彩られた肉体」("jewelled body")を描写している。

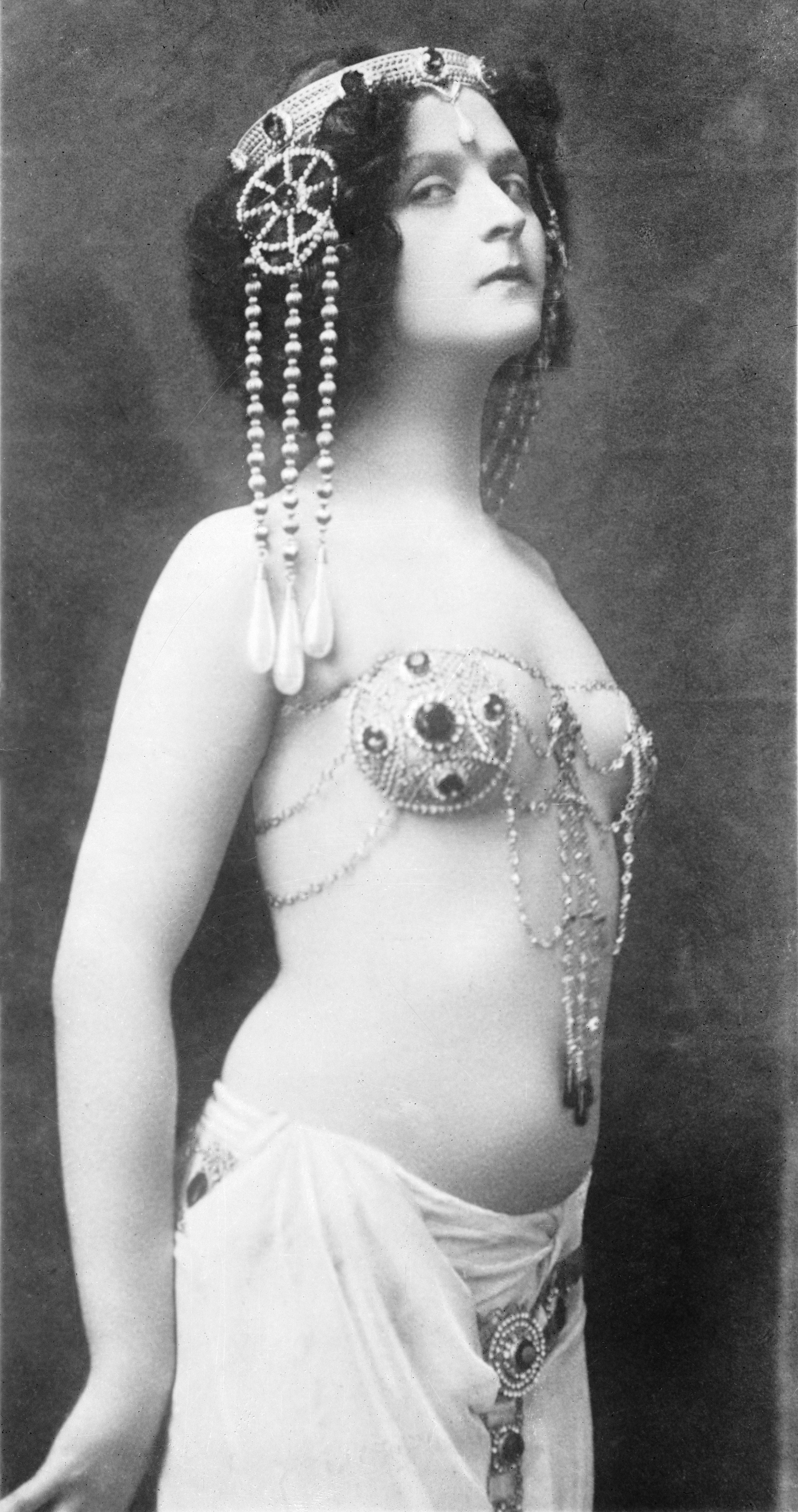
1910年頃、サロメに扮するベリーダンサー

ワイルドはダンスを聖書にあるような王の賓客の前で披露する公的なパフォーマンスから王自身のための個人的な踊りに変えた。戯曲では「7つのヴェールの踊り」という名称以外にダンスの描写はないが、複数枚のヴェールが一連のものとして出てくることはこれが脱ぎ捨てられていくプロセスを想起させる。シリーン・マリクによると、「ワイルドはサロメのダンスを描写していないし、ヴェールを脱ぐとも示唆していないが、このダンスはヴェールを脱ぎ、身を露わにするものだと常に当然のように想定されている」。ワイルドの芝居はストリップティーズの起源のひとつと考えられることもある。トニ・ベントリーは「ワイルドはブラケットで短く記しただけだが、これが想像の世界に誘う。ストリップティーズの発明は上演できる劇場も観客も見つかるかどうかわからないというような、検閲を受けた芝居のどうということはない1つのト書きにさかのぼることができるのだろうか？オスカー・ワイルドが意外にも現代ストリップティーズの父だなどということがあるのだろうか？」と述べている。
オーブリー・ビアズリーがワイルドの戯曲につけた挿絵の一枚では、ビアズリー自身が「腹踊り」(ベリーダンス)と呼ぶものが描かれており、サロメは透明なパンタロンを履き、胸を露出し腹をうねらせた姿で描かれている。ワイルドは「オーブリーへ：私以外に唯一、7つのヴェールがどんなものであるか知っており、この見えないダンスが見える芸術家へ」と、ビアズリーのデザインを評価するメモを書いている。「ベリーダンス」というコンセプトはビアズリーがこのデザインを考える1年前、1893年にシカゴで開催された万国博覧会に登場していたため、広く知られるようになっていた。

### 「ヴェール」の踊りの起源

フォリー・ベルジェールで行われるロイ・フラーのパフォーマンスのポスター

ベントリーはバビロニアの女神イシュタルがタンムーズを探して冥界に下った際、「記録に残る最初のストリップティーズをした」と述べている。イシュタールは「冥界の7つの門それぞれに宝石と衣服を残し、最後は『帰れない土地』に全裸で立っていることになった。オスカー・ワイルドはこの象徴的な無意識の世界である冥界への降下、服を脱いで全裸になることを真実の状態にあることと等しいものにする儀礼、究極的にヴェールを脱ぐことをサロメに割り振った」。
ワイルドの「7つのヴェール」というコンセプトは当時「ヴェールの踊り」(veil dances)として知られていたものの人気に起因すると信じられている。想像上の中東風ダンスを西洋化したものであった。ダンサーのロイ・フラーはとくにそうしたダンスと結びつけられていた。1886年にフラーは「アラビアン・ナイツ」というショーでニューヨークのスタンダード座に出演した。ロンダ・ゲアリックによると、これは「14曲の異なるオリエンタルダンスの演目であり、布のヴェールのかわりに蒸気の雲を使う『蒸気のヴェール』ダンスを含んでいた」。

## リヒャルト・シュトラウス
リヒャルト・シュトラウスがワイルドの戯曲をオペラ化した『サロメ』にも7つのヴェールの踊りが登場する。上演ノート以外では、このダンスには名前がないままである。ダンスの音楽はオペラのクライマックスに近い。この場面(通常のテンポで7分ほどの長さ)の見せ方は演出家、振付家、ソプラノ歌手の美的意向や、歌手の踊りの技術などによって大きく異なる。シュトラウス自身はこのダンスは「祈りに使う敷物の上ででも行われているかのように徹底的に上品」であるべきだと規定していた。それにもかかわらず、多くのプロダクションではこのダンスが露骨にエロティックなものになった。1907年のニューヨークのプロダクションでは、ダンサーが「聴衆の前でまったく容赦なく動きまわり、示唆的かつ事細かに」踊ったため、客席にいた淑女方が「プログラムで目を覆った」という。
エルンスト・クラウスは、シュトラウス版のダンスは「恍惚に満ちた官能的欲望の描写を現代音楽において定式化し、完璧なものにまで築き上げた」と主張している。デレク・B・スコットの意見では、「『7つのヴェールの踊り』のエロティシズムは、巨大なオーケストラの(テクスチャにおいても音色においても)官能的な豊かさ、メロディのオリエンタル風な(「エキゾティックな」官能性をまねた)装飾、高まる興奮を示唆するクレッシェンドの趣向と早まるペースにおいて記号化されている」。

## 後世の受容
ワイルドの芝居とシュトラウスのオペラは「サロメマニア」と言えるような現象を起こし、多数のパフォーマーがサロメのエロティックなダンスに触発されたショーを行った。猥褻でストリップティーズに近いとして批判されたものも複数あり、「ストリップティーズにおいて女性がグラマラスでエキゾティックな『オリエンタル』ダンスをする根強い流行」につながった。1906年にモード・アランによる「サロメのヴィジョン」("Vision of Salomé")の上演がウィーンで開幕した。ワイルドの戯曲にゆるやかに基づいているものであり、アランによる7つのヴェールの踊りは有名に、またある種の人々にとっては悪名高いものになり、アランは「サロメのダンサー」として宣伝されるようになった。アランのバージョンは「カイロやタンジェの旅行者にはおなじみの俗っぽさ」がない踊りの「東洋精神」により賞賛された。ダンスは1908年、ヴァイタグラフによる『サロメ、または7つのヴェールの踊り』(Salome, or the Dance of the Seven Veils)というタイトルで初めて映画になった。

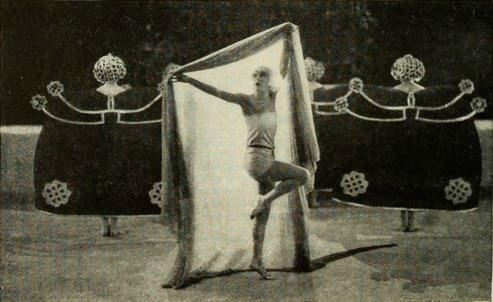
1923年のサイレント映画『サロメ』ではアラ・ナジモヴァがサロメを演じ、ダンスを踊った。

『サロメ』は数回映画化されている。1953年の映画『情炎の女サロメ』ではリタ・ヘイワースがストリップとしてダンスを演じた。1961年の映画『キング・オブ・キングス』ではブリジッド・バズレンがサロメを演じ、同じようなダンスを踊った。サロメが酔っ払った淫らなヘロデ・アンティパスを肉感的に誘惑する様子は高く評価されており、今ではバルゼンの最高の演技と広く見なされている。
イタリア人の映画監督リリアーナ・カヴァーニによる1974年の論争を呼んだアート映画『愛の嵐』では、シャーロット・ランプリングが強制収容所の生存者であるルチア・アタートンを演じた。ルチアがナチス親衛隊の制服に身を包み、マレーネ・ディートリッヒの歌を歌いながら看守のために踊る場面は極めて有名だが、この場面でルチアを虐待しているナチスのマックスは他の囚人をいじめていた男性囚人の首をルチアにほうびとして与える。この場面はサロメのダンスを下敷きにしている。
トム・ロビンズによる1990年の小説Skinny Legs and Allには、数時間に及ぶ7つのヴェールの踊りを披露する謎のベリーダンサー、サロメが登場する。ヴェールが1枚落ちるごとに、主人公が人生について悟りを得る。
リズ・フェアは1993年のデビューアルバム、Exile in Guyvilleで7つのヴェールの踊りについてフェミニスト的な解釈を紡いでいる。"Dance of the Seven Veils"が4曲目に入っている。

### 一次資料とその翻訳
- Oscar Wilde, The Importance of Being Earnest and Other Plays, ed. by Peter Raby, Oxford University Press, 2008. ISBN 978-0199535972.
- オスカー・ワイルド『サロメ・ウィンダミア卿夫人の扇』西村孝次訳、新潮文庫、1953、ISBN 978-4102081020。
- オスカー・ワイルド『サロメ』平野啓一郎訳、光文社、2012、ISBN 978-4334752484。

### 二次資料
- ブラム・ダイクストラ 著、富士川義之他 訳『倒錯の偶像－世紀末幻想としての女性悪』パピルス、1994年（原著1988年）。ISBN 978-4938165116。 NCID BN10699368。
- 工藤庸子『サロメ誕生－フローベール/ワイルド』新書館、2001年。ISBN 978-4403270024。 - 評論集、およびフローベールの「ヘロディア」、ワイルドの「サロメ」の新訳。